# Käthe Kollwitz

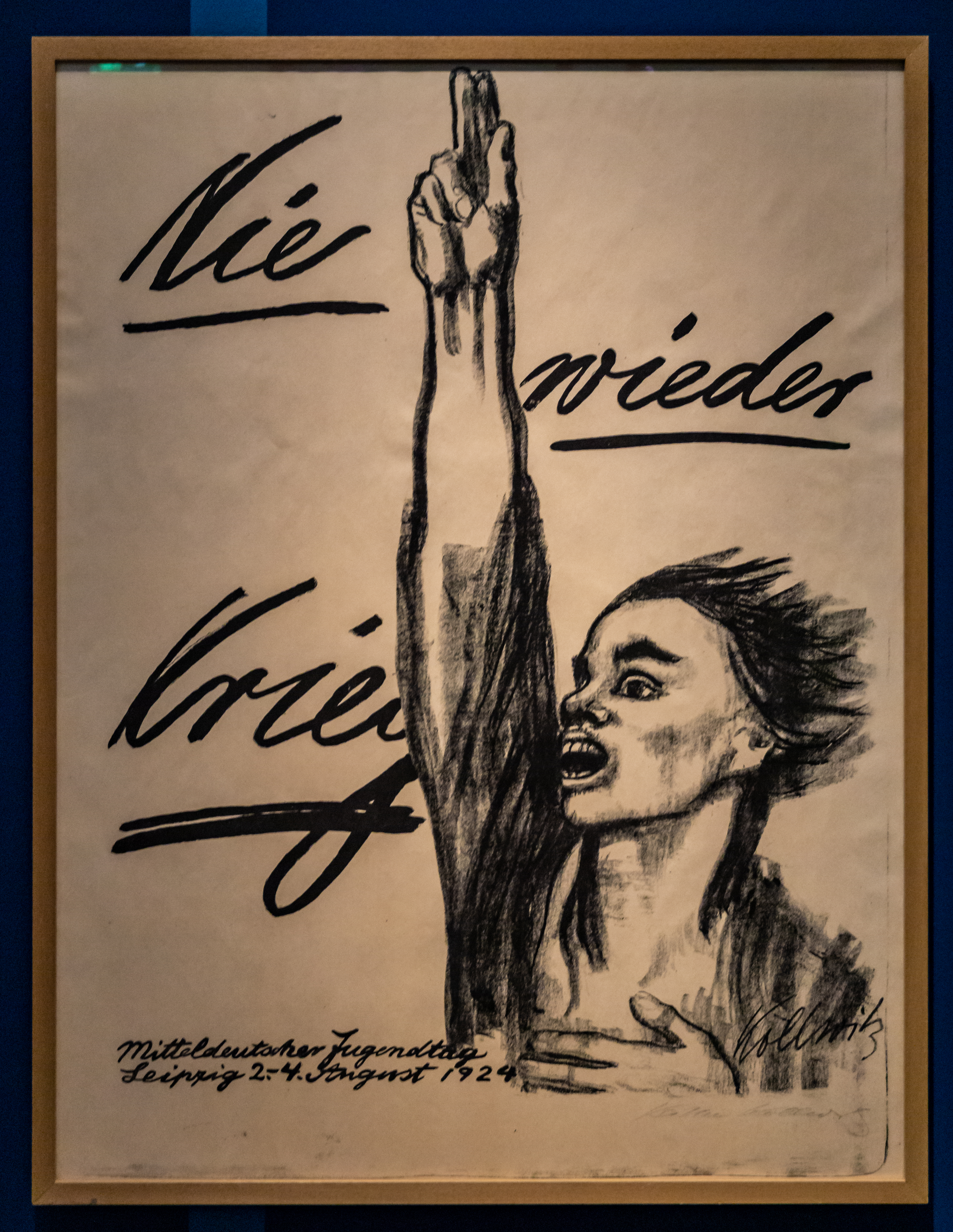
Affischen Nie wieder Krieg! / Aldrig mera krig! (1924), litografi, 94x70cm, för en Ungdomsdag i Leipzig. Beslagtagen av Propagandaministeriet i augusti 1937 på Staatlisches Museum i Saarbrücken. Lagrad fram till 1941. Därefter är det "okänt" vad som hände med den, enligt NS-protokoll. Men idag tillhör den samlingarna på Käthe Kollwitzmuseet i Köln.

Käthe Kollwitz, född Schmidt 8 juli 1867 i Königsberg i dåvarande Ostpreussen (nuvarande Kaliningrad), död 22 april 1945 i Moritzburg, var en tysk tecknare, grafiker och skulptör, verksam i Berlin i över 50 år. Hon skildrade med stor medkänsla fattiga och förtryckta. Hennes konst förbjöds av nazisterna. Käthe Kollwitz räknas som en av de mest betydelsefulla tyska konstnärerna under 1900-talet.

## Biografi

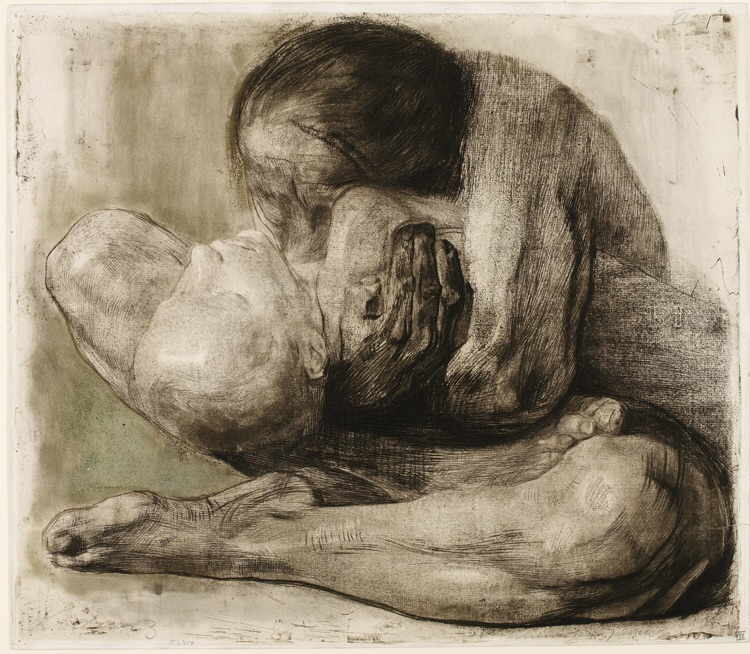
Frau mit totem Kind / Kvinna med dött barn (1903).

Käthe Schmidt växte upp i en borgerlig och socialt engagerad familj i den preussiska staden Königsberg. Som tonåring tog hon privatlektioner i måleri och grafik hos etablerade konstnärer i hemstaden. År 1885 flyttade hon till Berlin och gick på den så kallade ”Damakademien” hos Föreningen för Berlins konstnärinnor (tyska: Verein der Berliner Künstlerinnen). Efter ett par år återvände hon till Königsberg och studerade vid konstakademien där.
Käthe Schmidt gifte sig 1891 med läkaren Karl Kollwitz som var verksam i arbetarstadsdelen Prenzlauer Berg i Berlin. Paret fick två söner: Hans och Peter. 
Kollwitz upplevelser som hustru till en läkare i Berlins fattigkvarter under och efter första världskriget resulterade i hennes mest kända teckningar, litografier och etsningar, med kvinnornas och barnens lidande som främsta motiv. Hon förlorade sin son Peter i första världskriget vilket inte endast starkt påverkade hennes konst utan även medförde att hon blev pacifist.
Politiskt sympatiserade Kollwitz med socialisterna, även om hon aldrig var partiansluten. Hon såg det som en viktig roll för konsten att skildra människors levnadsbetingelser och medvetandegöra den nöd som präglade stadens fattigare områden. Hon engagerade sig bland annat också i Internationella Arbetarhjälpen (IAH) (tyska: Internationale Arbeiterhilfe), som startats av kommunistpartiet för att hjälpa svältdrabbade i Sovjetunionen, men också bidrog med socialhjälp till behövande i Tyskland och vid kriser i andra länder.
Hon var en av de första medlemmarna i konstnärssammanslutningen Berliner Secession, som 1898 bildades som ett alternativ till den av konservativa auktoriteter dominerade akademin och dess salonger. Här gavs istället utrymme och möjligheter för de mer radikala och stilexperimenterande konstnärerna och Berliner Secession hade sina första år ett antal av de mer inflytelserika konstnärerna hos sig. Men det kom splittringar och liksom många andra framstående konstnärer, lämnade Kollwitz Berliner Secession 1913 för att istället vara med i Freie Secession, i vars styrelse hon satt åren 1914–1916.
År 1913 var Käthe Kollwitz en av grundarna av Berlins förbund för kvinnliga yrkeskonstnärer, Frauenkunstverband, och var dess första ordförande till 1923. En viktig uppgift för förbundet var att verka för jämställdhet inom yrkesområdet, även vad gällde kvinnlig representation inom de olika konstnärsföreningarna. Det fanns en del att jobba med; till exempel kunde kvinnor ännu 1913 inte studera vid de stora konsthögskolorna, även om de flesta universitet i Tyskland tagit emot kvinnliga studenter sedan 1908.
År 1919 blev Käthe Kollwitz som första kvinna medlem av och lärare vid Berlins konstakademi, Preußische Akademie der Künste. År 1928 blev hon dess huvudlärare i grafik.
Inför riksdagsvalet i juli 1932 var Käthe och Karl Kollwitz två av undertecknarna till ett upprop som uppmanade tyskarna att rösta på socialdemokraterna eller kommunisterna, för att hindra en nazistisk valseger. Andra kända personer som skrev under uppropet var Albert Einstein, Erich Kästner och Heinrich Mann. En ny liknande appell publicerades inför valet i februari 1933, då Adolf Hitler redan blivit utnämnd till rikskansler. På grund av hennes val av stöd  tvingades Kollwitz av nazisterna att lämna konstakademien och den lärartjänst hon innehade. 1937 utmålades hennes konst av propagandaministeriet som "Entartete Kunst"; hennes grafiska blad och teckningar avlägsnades från museer och hon fick utställningsförbud.
År 1943 flydde hon Berlin, undan bombningarna. Efter en tid i Nordhausen flyttade hon sommaren 1944 till ett hus i Moritzburg, på inbjudan av Ernst Heinrich av Sachsen. Käthe Kollwitz avled i Moritzburg den 22 april 1945, endast några veckor före krigsslutet. Hon är begravd på Zentralfriedhof Friedrichsfelde i Berlin, i familjegraven där hennes man begravdes fem år före henne.

## Kända verk
Som exempel på hennes grafik kan nämnas sex motiv från Gerhart Hauptmanns pjäs Vävarna (utställda 1898), sviten Bondekrig (1902–1908) och Överkörd (1910); affischerna Aldrig mera krig!, Bröd, Barnen svälter (samtliga 1924); träsnitten Krigscykeln (1922–1923); litografierna Dödscykeln (fullbordad 1936); skulpturen Sörjande föräldrar (1932). I Neue Wache i Berlin finns skulpturen Mor med död son.

## Galleri

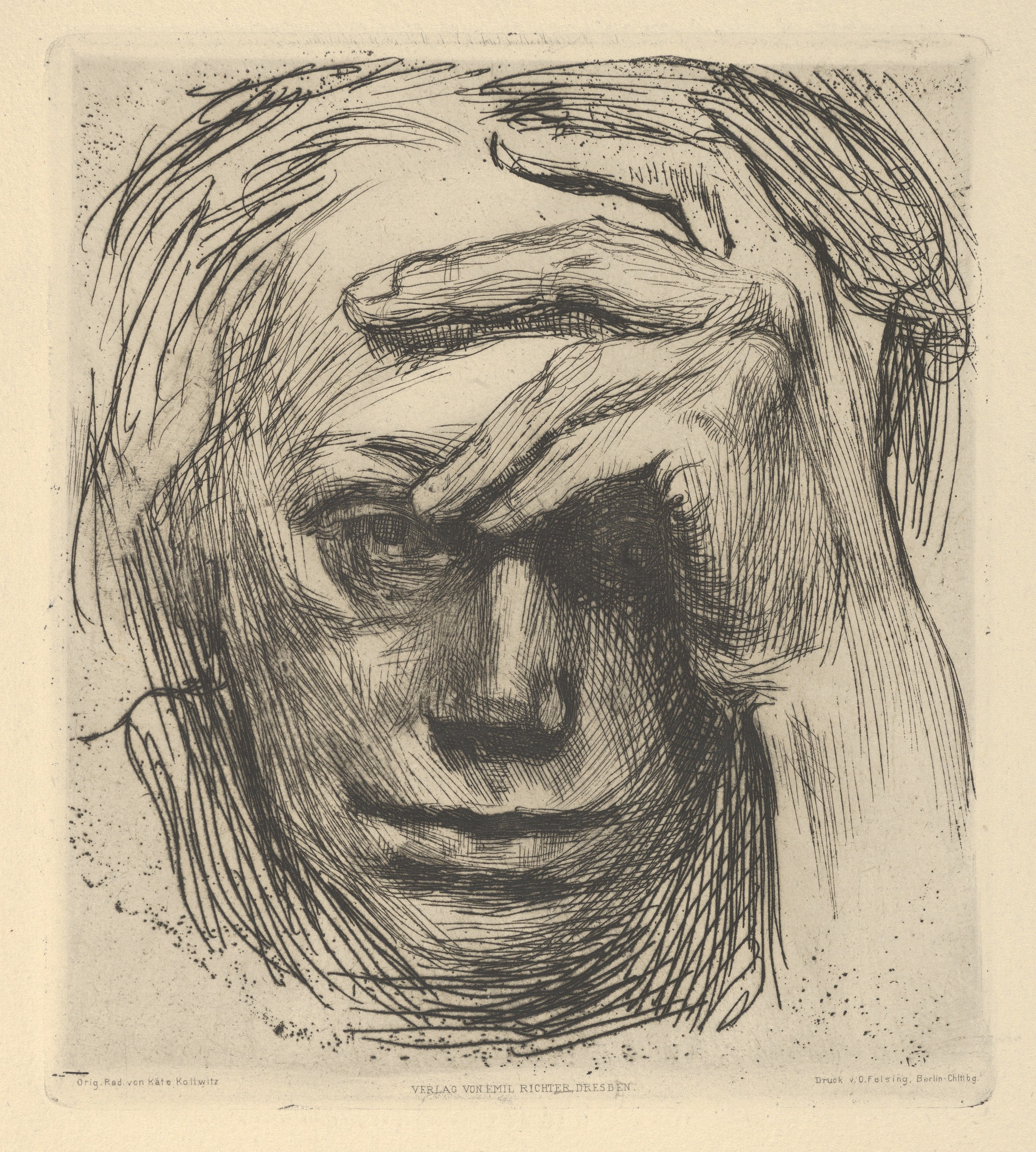
Självporträtt (1910)
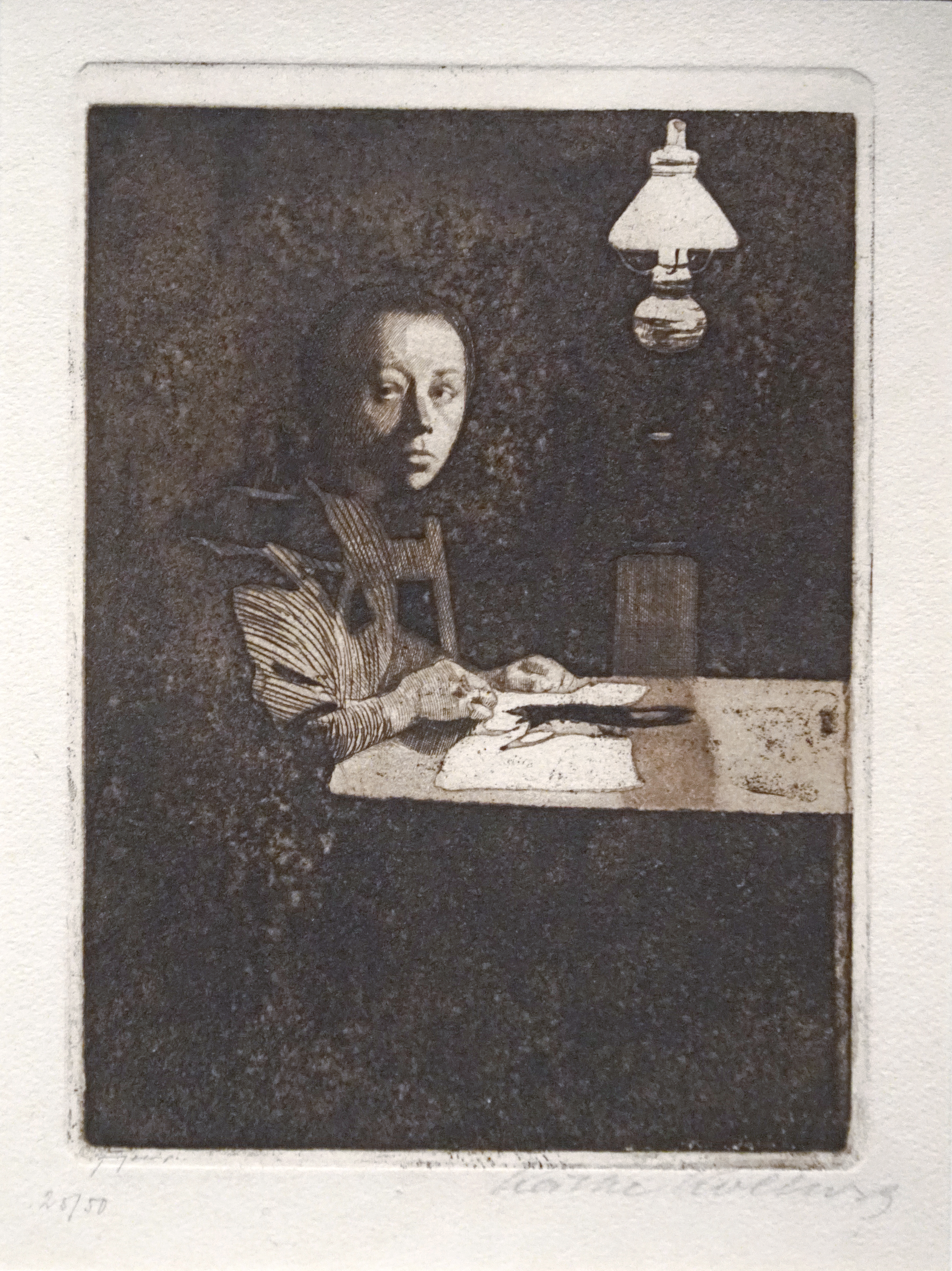
Självporträtt (1921)
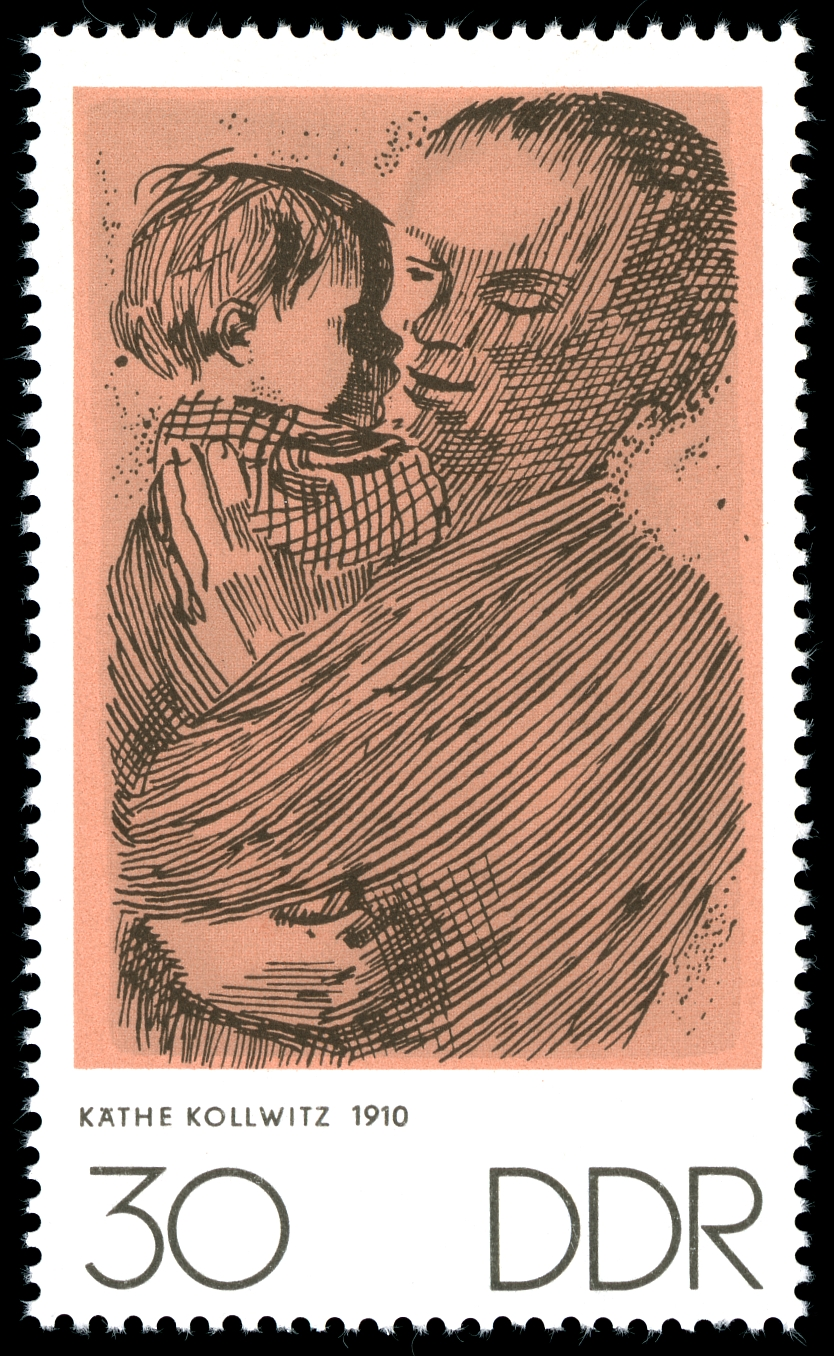
Mor med barn (1910). Östtyskt frimärke 1970.
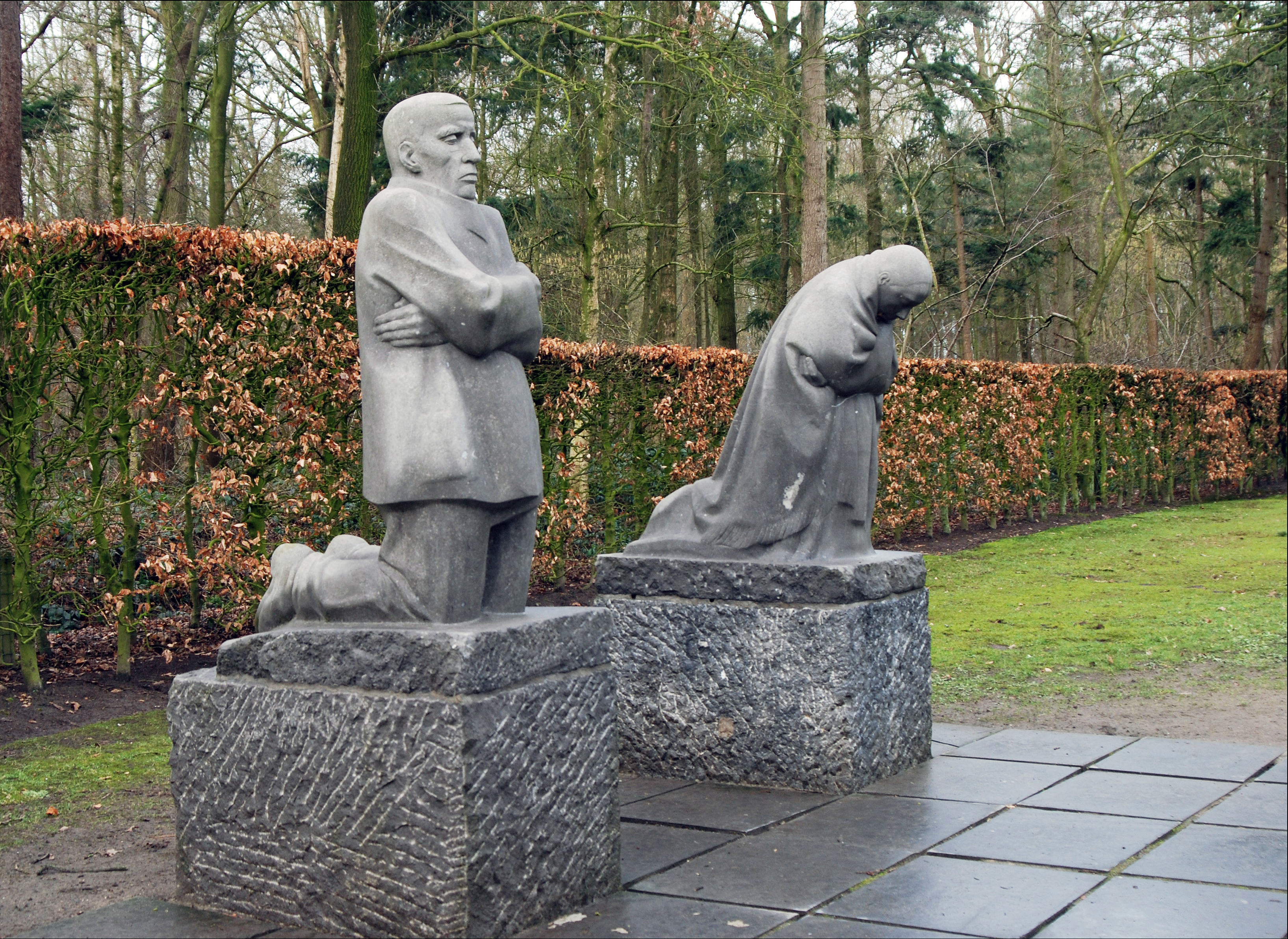
Sörjande föräldrar (1932). Tyska krigskyrkogården i Vladslo i Flandern.
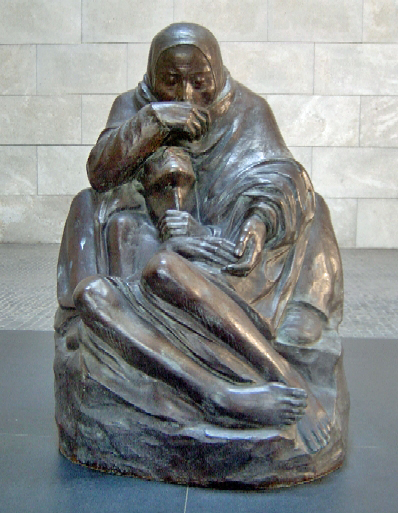
Mutter mit totem Sohn / Mor med död son, Neue Wache i Berlin.

## Museer och minnesplatser
I Tyskland finns tre museer helt tillägnade Kollwitz:
- Käthe Kollwitzmuseet i Köln – den största samlingen av Kollwitz verk; utöver mycket grafik och några hundra teckningar, de allra flesta skulpturerna och alla hennes affischer.
- Käthe Kollwitzmuseet i Berlin – stor samling, med ett par hundra av konstnärens arbeten, bland annat många självporträtt.
- Käthe-Kollwitz-Haus Moritzburg – inrymt som minnesplats i huset där hon levde sina sista månader, i Moritzburg utanför Dresden. Utställningen är särskilt inriktad på hennes biografi; en mindre samling grafik presenteras kronologiskt, parallellt med många av hennes privata dokument som brev, dagböcker och fotografier.

Ett par hundra av Kollwitz verk lär finnas på Dresdens Kupferstich-Kabinett (kopparstickskabinett), en statlig utställning förlagd till slottet Residenzschloss Dresden.
I Berlinstadsdelen Prenzlauer Berg, vid kvarteret där Kollwitz bodde i 52 år, finns sedan 1947 torget Kollwitzplatz. Ett flertal tyska skolor och gator har uppkallats efter henne.
Kollwitz är i Sverige representerad vid bland annat Göteborgs konstmuseum.
Asteroiden 8827 Kollwitz är uppkallad efter henne.